# Саката, Эйо
Эйо Саката (яп. 坂田 栄男 Саката Эйо, 15 февраля 1920 — 22 октября 2010) — японский го-профессионал, 23-й пожизненный Хонъимбо, один из восьми японских профессиональных игроков, одержавших 1000 побед.

## Биография
Эйо Саката получил 1 профессиональный дан в 1935 году. Наиболее успешным годом в спортивной карьере является 1964, когда он стал первым игроком, одновременно державшим титулы Мэйдзина и Хонъимбо; в этом году он выиграл семь титулов, проиграв всего 2 партии из 32. В 1965 Саката уступил титул Мэйдзин 23-летнему профессионалу Рину Кайхо и в дальнейшем так и не смог вернуть его. С 1978 по 1986 год Саката занимал пост президента Нихон Киин.
Эйо Саката является автором многих книг по го, среди которых Современные дзёсэки и фусэки, Техника Тюбан, Тэсудзи и антисудзи го.
Эйо Саката умер 22 октября 2010 года в возрасте 90 лет от аневризмы аорты.

## Титулы
Эйо Саката занимает 2 место по количеству выигранных титулов го в Японии.
| Титул                 | Годы                                                |
| --------------------- | --------------------------------------------------- |
| Существующие          | 32                                                  |
| Хонъимбо              | 1961-1967                                           |
| Дзюдан                | 1966-1968, 1972, 1973                               |
| Одза                  | 1961, 1963, 1964, 1966, 1970—1972                   |
| NEC Cup               | 1982                                                |
| NHK Cup               | 1957-1959, 1961, 1962, 1964, 1965, 1972, 1976, 1977 |
| Ранее существовавшие  | 22                                                  |
| Ранний Мэйдзин        | 1963, 1964                                          |
| Hayago Meijin         | 1956                                                |
| Hayago Championship   | 1982                                                |
| Чемпионат Нихон Ки-ин | 1955-1961, 1964, 1965, 1973—1975                    |
| Asahi Pro Best Ten    | 1964, 1967                                          |
| Asahi Top Position    | 1955, 1959, 1961                                    |
| Igo Senshuken         | 1958                                                |

Участвовал в розыгрыше
| Титул                 | Годы                   |
| --------------------- | ---------------------- |
| Существующие          | 15                     |
| Мэйдзин               | 1979                   |
| Хонъимбо              | 1951, 1968, 1970, 1975 |
| Дзюдан                | 1969, 1974, 1977       |
| Одза                  | 1956, 1968, 1973       |
| NEC Cup               | 1983                   |
| NHK Cup               | 1956, 1970             |
| Ранее существовавшие  | 9                      |
| Ранний Мэйдзин        | 1965-1967              |
| Hayago Championship   | 1975                   |
| Чемпионат Нихон Ки-ин | 1962, 1966             |
| Asahi Pro Best Ten    | 1968                   |
| Asahi Top Position    | 1957, 1960             |